# Irving Klaw
Irving Klaw (* 9. November 1910 in Brooklyn, New York; † 3. September 1966) war ein US-amerikanischer Fotograf.

## Leben
Klaw betrieb von den 1940er bis in die 1960er Jahre einen US-amerikanischen Postversand, über den er Fotografien attraktiver Frauen in Bondage vertrieb. Er war einer der ersten Fetischfotografen und sein Model Bettie Page wurde zum ersten bekannten Bondagemodel.
Sein Familienbetrieb Movie Star News ging aus einem Zeitschriftengeschäft hervor. Aufgrund verstärkter Nachfrage seitens seiner Kundschaft begann er – zusammen mit seiner Schwester Paula – Bondage- und Fetischfotografien zu verkaufen. Nur sehr wenige der Motive zeigten wirkliche Nacktheit. Klaw verlegte und vertrieb illustrierte Abenteuer/Bondage-Serien von Eric Stanton, Gene Bilbrew, Adolfo Ruiz und anderen.
In den 1950er Jahren wurde Irving Klaw in den USA als der „König des Pin-Ups“ bekannt. Er produzierte mehrere Filme, von denen Varietease (1954) und Teaserama (1955) am bekanntesten wurden. In beiden Filmen trat Bettie Page auf. Sie wurden in den USA im Jahre 2000 auf DVD wiederveröffentlicht.
Die Kefauver-Anhörungen vor dem US-Senat im „Komitee zu jugendlichen Straftätern“ (Senate Subcommittee on Juvenile Delinquency) bedeuteten den Anfang vom Ende für Irving Klaws Geschäftsmodell des Postversands von Fotografien. Die Untersuchung griff Comics massiv an und begründete dies mit der Tatsache, dass diese von vielen jugendlichen Straftätern gelesen wurden. Das Komitee versuchte ebenfalls Pornografie mit der Entwicklung jugendlicher Straftäter in einen Sachzusammenhang zu stellen. Robert F. Kennedy, damaliger US-Justizminister, unterstützte diese Auffassungen.
Irving Klaw gab – aufgrund des politischen und sozialen Drucks, dessen er sich zunehmend ausgesetzt sah – sein Geschäft schließlich auf und verbrannte seine Negative. Es wird geschätzt, dass mehr als 80 % seiner damaligen Negative zerstört wurden. Paula Klaw behielt damals heimlich einige der besseren Negative in ihrer Obhut, die so bis heute erhalten blieben.
Irving Klaw starb am 3. September 1966 aufgrund von Komplikationen einer unbehandelten Blinddarmentzündung. Er hinterließ zwei Söhne, Arthur und Jeffrey.